# 다이딘 (쩐 왕조)
다이딘(베트남어: Đại Định / 大定 대정 / 1369년 6월 ~ 1370년 11월)은 베트남 쩐 왕조(陳朝) 폐제(廢帝) 혼덕공(昏德公) 즈엉녓레(楊日禮)의 연호이다. 《월사략》(越史略) 부록(附錄)에는 티엔딘(베트남어: Thiên Định / 天定 천정)으로 적혀 있다.

## 개원
- 다이찌(大治) 12년 6월 15일[1](율리우스력 1369년 7월 18일)에 연호를 다이딘(大定)으로 개원함.[2][3]

- 다이딘(大定) 2년 11월 15일[4](율리우스력 1370년 12월 3일)에 혼덕공을 몰아내고 즉위 후, 연호를 티에우카인(紹慶)으로 개원함.[2][3]

- 다이딘(大定) 2년 11월 21일[5](율리우스력 1370년 12월 9일)에 혼덕공이 예종(藝宗)과의 전쟁 중에 살해되었으며, 다이딘 연호는 중지됨.[2][3]

## 연대 대조표
| 다이딘 | 서기(西紀) | 간지(干支) | 명나라 연호    |
| 원년   | 1369년     | 기유(己酉) | 홍무(洪武) 2년 |
| 2년    | 1370년     | 경술(庚戌) | 홍무 3년       |

## 동시대 연호

### 중국(몽골)
명(明)
- 홍무(洪武) (1368년 ~ 1398년)

북원(北元)
- 지정(至正) (1341년 ~ 1370년)

명하(明夏)
- 개희(開熙) (1367년 ~ 1371년)

### 일본
남조(南朝)
- 쇼헤이(正平) (1346년 ~ 1370년)
- 겐토쿠(建德) (1370년 ~ 1372년)

북조(北朝)
- 오안(應安) (1368년 ~ 1375년)

## 같이 보기
- 다른 왕조의 같은 연호
  - 후량(後梁) 대정(大定, 555년 ~ 562년)
  - 북주(北周) 대정(大定, 581년)
  - 리 왕조(李朝) 다이딘(大定, 1140년 ~ 1163년)
  - 금(金) 대정(大定, 1161년 ~ 1189년)

- 베트남의 연호